# Unione Sportiva Foggia 1946-1947
Questa voce raccoglie le informazioni riguardanti  l'Unione Sportiva Foggia nelle competizioni ufficiali della stagione 1946-1947.

## Rosa
| N. |                   | Ruolo | Calciatore         |
| -- | ----------------- | ----- | ------------------ |
|    | Italia (bandiera) | D     | Piero Andreoli     |
|    | Italia (bandiera) | P     | Biddao             |
|    | Italia (bandiera) | P     | Antonio Bisson     |
|    | Italia (bandiera) | A     | Giovanni Bratta    |
|    | Italia (bandiera) | C     | Luigi Buin         |
|    | Italia (bandiera) | A     | Michele Catalano   |
|    | Italia (bandiera) | C     | Guido Citarelli    |
|    | Italia (bandiera) | P     | Mario Cola         |
|    | Italia (bandiera) | D     | Antonio D’Argenio  |
|    | Italia (bandiera) | A     | Attilio De Brita   |
|    | Italia (bandiera) | D     | Luigi De Francesco |
|    | Italia (bandiera) | A     | Saverio De Simone  |

| N. |                   | Ruolo | Calciatore                |
| -- | ----------------- | ----- | ------------------------- |
|    | Italia (bandiera) | A     | Giuseppe Della Pace       |
|    | Italia (bandiera) | D     | Vincenzo Ferrante         |
|    | Italia (bandiera) | D     | Fortunati                 |
|    | Italia (bandiera) | A     | Remo Frigerio             |
|    | Italia (bandiera) | C     | Giovanni Calvani          |
|    | Italia (bandiera) | A     | G. Ghelfi                 |
|    | Italia (bandiera) | A     | Nevio Giangolini          |
|    | Italia (bandiera) | C     | Antonio Maran             |
|    | Italia (bandiera) | A     | Giuseppe Mirabello        |
|    | Italia (bandiera) | D     | Carlo Ponzanibbio         |
|    | Italia (bandiera) | A     | Antonio Spatuzzi          |
|    | Italia (bandiera) | C     | Francesco Paolo Trovatore |